# ألبير إيبوسي
 ألبير إيبوسي بودجونغو (بالفرنسية: Albert Ebossé Bodjongo)‏ (6 أكتوبر 1989 – 23 أغسطس 2014) لاعب كرة قدم كاميروني سابق، شارك مع منتخب بلاده منذ عام 2009 وحتى وفاته عام 2014، وسجل 17 هدفًا في الدوري الجزائري لكرة القدم. ولعب في الكاميرون، ماليزيا والجزائر.

## مسيرته
وقع مع نادي بيراك الماليزي في 15 أبريل 2012 كبديل للمهاجم المنتهي عقده لازار بوبوفيتش. ظهر لأول مرة في الدوري مع بيراك ضد نادي صباح الماليزي في 17 أبريل 2012 وانتهت المباراة بالتعادل 2-2. وسجل هدفه الأول للنادي ضد نادي ترغكانو في 4 مايو 2012 وانتهت المباراة بالتعادل.
في يوليو 2013، وقع إيبوسي مع شبيبة القبائل. كان هداف البطولة الجزائرية 2014 برصيد 17 هدفا.

## مقتله
في 23 أغسطس 2014، بعد خسارة شبيبة القبائل 2-1 ضد اتحاد الجزائر، وسجل إيبوسي هدف شبيبه القبائل الوحيد. بينما كان الفريقين يُغادرون الملعب في نهاية المباراة، أُصيب إيبوسي على رأسه بسبب رشق بالحجارة ألقاها شخص مجهول.، توفي إيبوسي بعد بضع ساعات في المستشفى متأثرا بإصابة دماغية رضية. عن عمر ناهز 24 عامًا. بعد وفاة إيبوسي، علق الاتحادية الجزائرية لكرة القدم جميع مباريات كرة القدم إلى أجل غير مسمى وأمر بإغلاق ملعب 1 نوفمبر 1954.
عندما تم استئناف مباريات الدوري في الأسبوع 3 ابتداءً من 12 سبتمبر 2014، سبقت جميع المباريات في ذلك الأسبوع دقيقة صمت إحياءً لذكرى إيبوسي.
```
في 18 ديسمبر 2014، أظهرت نتائج تشريح الجثة اللاحقة الصادرة عن المحققين الشرعيين، أن بودجونغو ربما مات من الضرب المبرح وليس من الحجارة، وهو إدعاء أولي.
[
4
]
```

### ردود الفعل
صرح رئيس نادي شبيبة القبائل محند شريف حناشي وقال «بعد وفاة إيبوسي هذه فاجعة كبيرة.. إيبوسي كان إنساناً رائعاً وهدافاً كبيراً، وكان عند حسن الظن للجميع.» بينما قال مُدرب النادي عز الدين آيت جودي «ابني يعتبر إيبوسي مثل شقيقه الأكبر.. يجب إيقاف كرة القدم في الجزائر.» وأتفق معه اللاعب الجزائري إسلام سليماني بأن «هذه كارثة على الكرة الجزائرية، ويجب إيقاف الدوري.»

## وصلات خارجية
- ألبير إيبوسي على موقع قاعدة بيانات كرة القدم.إي يو (الإنجليزية)
- ألبير إيبوسي على موقع Soccerway.com (الإنجليزية)
- ألبير إيبوسي على موقع عالم كرة القدم.نت (الإنجليزية)